# Biggles (film)
Pour l’article homonyme, voir Biggles.
Pour plus de détails, voir Fiche technique et Distribution.
Biggles (titre original : Biggles: Adventures in Time) est un film d'aventure et de science-fiction américano-britannique réalisé par John Hough,  sorti en 1986.
Le film est basé sur le personnage homonyme de la série de romans créé par William Earl Johns. Il marque la dernière apparition à l'écran de l'acteur Peter Cushing. Il est à l'occasion adapté en un jeu vidéo homonyme pour Amstrad CPC, Commodore 64 et ZX Spectrum.

## Synopsis
À New York, à la suite d'une rencontre avec un mystérieux vieillard, un jeune homme Jim se retrouve brutalement transporté au beau milieu de la Première Guerre mondiale. Il y rencontre Biggles, un pilote dont l'avion vient de s'écraser. Dès lors, Jim voyage entre son époque et celle de la guerre, à chaque fois il retrouve Biggles qu'il aide au cours d'une mission dangereuse.

## Fiche technique
- Titre original : Biggles
- Réalisation : John Hough
- Scénario : John Groves, Kent Walwin, d'après un personnage éponyme créé par William Earl Johns
- Musique : Stanislas Syrewicz
- Cinématographique : Ernest Vincze (en)
- Sociétés de production : Compact Yellowbill, Tambarle
- Sociétés de distribution : 
  -  United International Pictures
  -  Parafrance Films
- Dates de sortie : 
  -  23 mai 1986
  -  12 octobre 1987
- Langue : anglais

## Distribution
- Neil Dickson (en) (VF : Érik Colin) : James "Biggles" Bigglesworth
- Alex Hyde-White (VF : François Leccia) : Jim Ferguson
- Fiona Hutchison (en) (VF : Isabelle Ganz) : Debbie
- Peter Cushing (VF : Bernard Dhéran) : le colonel William Raymond
- Marcus Gilbert (VF : Pierre Semmler) : Eric Von Stalhein
- William Hootkins (VF : Alain Flick) : Chuck
- Alan Polonsky (VF : Julien Thomast) : Bill
- Francesca Gonshaw (en) : Marie
- Michael Siberry (en) (VF : Philippe Bellay) : Algy
- James Saxon (en) (VF : Richard Leblond) : Bertie
- Daniel Flynn (en) (VF : Denis Boileau) : Ginger
- Alibe Parsons (en) (VF : Maïk Darah) : Maxine Fine

## Bande originale
Les six premiers titres de la bande originale du film Biggles (soit la face A de la version vinyle) sont des chansons, tandis que les cinq derniers titres (sa face B) sont des musiques du film composées par Stanislas Syrewicz. Une des chansons, No Turning Back, est écrite spécialement pour le film et sortira en single pour le promouvoir, avec un clip vidéo qui figurera sur sa réédition en DVD ; elle est interprétée par The Immortals, un groupe spécifiquement formé pour ce seul titre par John Deacon, alors bassiste de Queen, avec le batteur Lenny Zakatek et le guitariste Robert Ahwai.
Liste des titres
1. Do You Want To Be A Hero?, par Jon Anderson
2. Chocks Away, par Jon Anderson
3. Big Hot Blues, par Chakk (en)
4. Knockin' On Your Back Door, par Deep Purple
5. Knock 'Em Dead Kid, par Mötley Crüe
6. No Turning Back, par The Immortals
7. Music Soundtrack
8. Ariel Pursuit
9. Discovery
10. Biggles' Theme
11. Maria's Theme